# Hystrix africaeaustralis
El puercoespín del Cabo o puercoespín roquero (Hystrix africaeaustralis) es una especie de mamífero histricomorfo de la familia Hystricidae.

## Distribución geográfica
Se halla en África, desde la desembocadura del río Congo hasta Ruanda, Uganda, Kenia, en el oeste y en el sur de Tanzania, Mozambique, y Sudáfrica. También se ha introducido en el centro y sur de Italia, Sicilia y algunas regiones de Albania y la antigua Yugoslavia, es un animal que se adapta tanto a las sabanas cómo a los parajes subdesérticos.
Se encuentran en ambientes con vegetación comprendidos entre el nivel del mar y los 2000m de altitud. Prefieren zonas con colinas y afloramientos rocosos donde pueden encontrar refugio durante el día.
En muchas zonas de su área de distribución sus poblaciones están desapareciendo debido a la persecución a la que está sometido, al considerarse una especie perjudicial para la agricultura.
En España hay algunos especímenes en cautividad en Marcelle Natureza, Zoobotánico Jerez, Bioparc Valencia, Selwo Aventura, Safari Aitana, Bioparc Fuengirola y Zoo Koki (Parque zoológico y botánico).

## Comportamientos y costumbres
No es agresivo y tiende a vivir en solitario o en pequeños grupos familiares, en madrigueras en las que pasa el día, saliendo a comer por la noche. Su sentido más desarrollado es el olfato. Leones, leopardos, hienas, grandes rapaces y el hombre son sus principales enemigos, a pesar de no ser presa fácil, ya que en caso necesario levanta las púas, gruñe, bufa, patea con las patas para intimidar a su adversario. Si el enemigo no se retira se acerca con decisión embistiendo con las espinas, al hacerlo se desprenden púas que pueden clavarse en su contrincante.

## Alimentación
Es un animal de régimen vegetariano, se alimenta de raíces, tubérculos, grano, frutos caídos y corteza de árboles. Ocasionalmente puede comer carroña o esqueletos viejos, que roen en busca de sales minerales.

## Reproducción
La época de celo es en primavera, tras una gestación de 93 a 105 días la hembra pare de 1 o 2 crías, aunque hay casos en los que una hembra puede venir con una camada de 3 o 4 crías. Las crías nacen con los ojos abiertos y sin espinas, que salen a los tres días. No abandonan la madriguera, siguiendo a su madre en sus salidas , hasta que las púas se endurezcan son destetadas a los 2 meses. Al cumplir el año suelen alcanzar la madurez sexual.

## Longevidad
Suelen vivir 15-20 años en la naturaleza y hasta 23 en cautividad.